# أولريك لاورسن
أولريك لاورسن (بالدنماركية: Ulrik Laursen)‏ هو لاعب كرة قدم دنماركي في مركز الدفاع، ولد في 28 فبراير 1976 في أودنسه في الدنمارك. شارك مع منتخب الدنمارك تحت 19 سنة لكرة القدم ومنتخب الدنمارك تحت 21 سنة لكرة القدم ومنتخب الدنمارك لكرة القدم. أما مع النوادي، فقد لعب مع نادي أودنسه ونادي سلتيك ونادي كوبنهاغن ونادي هيبرنيان.

## وصلات خارجية
- أولريك لاورسن على موقع الاتحاد الأوربي (الإنجليزية)
- أولريك لاورسن على موقع قاعدة بيانات كرة القدم.إي يو (الإنجليزية)
- أولريك لاورسن على موقع ناشيونال فوتبول تيمز (الإنجليزية)
- أولريك لاورسن على موقع Soccerbase.com (لاعب) (الإنجليزية)
- أولريك لاورسن على موقع Soccerway.com (الإنجليزية)